# Giudizio statario
Il giudizio statario è un giudizio emesso in una situazione di guerra o di tipo insurrezionale nel corso di un processo che ha luogo solitamente sullo stesso luogo dove è stato commesso il delitto e tenuto in tempi brevissimi.

## Storia
Storicamente tale forma di giudizio trovò applicazione durante il periodo della dominazione austriaca nelle regioni italiane. Nel Regno Lombardo-Veneto venne applicato all'interno di un apparato di controllo teso solitamente a mantenere l'ordine pubblico e in sostituzione delle normali norme del codice ordinario per ridurre le possibilità di difesa. Il giudizio non prevede la possibilità di appello e porta a due sole possibilità: assoluzione o pena di morte.
Casi noti per i quali fu applicato il giudizio statario sono Damiano Chiesa e Cesare Battisti.

## Descrizione
Il giudizio statario è caratterizzato da:
- estrema rapidità nella sua emanazione, che può essere di sole 24 ore
- semplificazione nelle procedure
- prossimità territoriale
- esempio e monito per la popolazione

Per alcuni aspetti è assimilabile al giudizio sommario.